# U-20 (tàu ngầm Đức) (1936)
U-20 là một tàu ngầm duyên hải  Lớp Type II thuộc phân lớp Type IIB được Hải quân Đức Quốc Xã chế tạo trước Chiến tranh Thế giới thứ hai sau khi bãi bỏ những điều khoản của Hiệp ước Versailles vốn cấm Đức sở hữu tàu ngầm. Những tàu ngầm Type II vốn quá nhỏ để có thể tiến hành các chiến dịch cách xa căn cứ nhà, nên U-20 đã đảm nhiệm vai trò tàu huấn luyện tại các trường tàu ngầm Đức. Được huy động do tình trạng thiếu hụt tàu ngầm sau khi xung đột bùng nổ, nó hoạt động tuần tra tại Bắc Hải trước khi quay lại vai trỏ huấn luyện, rồi chuyển sang hoạt động cùng Chi hạm đội U-boat 30 tại Hắc Hải. U-20 đã thực hiện tổng cộng 20 chuyến tuần tra, đánh chìm 13 tàu buôn với tổng tải trọng 30.058 tấn và một tàu chiến trước khi bị đánh đắm ngoài khơi Thổ Nhĩ Kỳ vào ngày 11 tháng 9, 1944.

## Thiết kế và chế tạo
Phân lớp Type IIB là một phiên bản mở rộng của Type IIA trước đó. Chúng có trọng lượng choán nước 279 t (275 tấn Anh) khi nổi và 328 t (323 tấn Anh) khi lặn); tuy nhiên tải trọng tiêu chuẩn được công bố chỉ có 250 tấn Anh (254 t). Chúng có chiều dài chung 42,70 m (140 ft 1 in), lớp vỏ trong chịu áp lực dài 28,20 m (92 ft 6 in), mạn tàu rộng 4,08 m (13 ft 5 in), chiều cao 8,60 m (28 ft 3 in) và mớn nước 3,90 m (12 ft 10 in).
Chúng trang bị hai động cơ diesel MWM RS 127 S 6-xy lanh 4 thì công suất 700 mã lực mét (510 kW; 690 shp) để đi đường trường và hai động cơ/máy phát điện Siemens-Schuckert PG VV 322/36 tổng công suất 460 mã lực mét (340 kW; 450 shp) để lặn, hai trục chân vịt và hai chân vịt đường kính 0,85 m (3 ft). Các con tàu có thể lặn đến độ sâu 80–150 m (260–490 ft). Chúng đạt được tốc độ tối đa 12 kn (22 km/h) trên mặt nước và 6,9 kn (12,8 km/h) khi lặn,  với tầm hoạt động tối đa 3.800 nmi (7.000 km) khi đi tốc độ đường trường 8 kn (15 km/h), và 35–42 nmi (65–78 km) ở tốc độ 4 kn (7,4 km/h) khi lặn.
Vũ khí trang bị bao gồm ba ống phóng ngư lôi 53,3 cm (21 in) trước mũi, mang theo tổng cộng năm quả ngư lôi hoặc cho đến 12 quả thủy lôi TMA. Một pháo phòng không 2 cm (0,79 in) cũng được trang bị trên boong tàu. Thủy thủ đoàn bao gồm 25 sĩ quan và thủy thủ.
U-20 được đặt hàng vào ngày 2 tháng 2, 1935. Nó được đặt lườn tại xưởng tàu của hãng Germaniawerft tại Kiel vào ngày 1 tháng 8, 1935, hạ thủy vào ngày 14 tháng 1, 1936, và nhập biên chế cùng Hải quân Đức Quốc Xã vào ngày 1 tháng 2, 1936 dưới quyền chỉ huy của Hạm trưởng, Đại úy Hải quân Hans Eckermann.

## Lịch sử hoạt động
U-20 đã đảm nhiệm vai trò tàu huấn luyện tại các trường tàu ngầm Đức. Được huy động do tình trạng thiếu hụt tàu ngầm sau khi xung đột bùng nổ, nó thực hiện được tám chuyến tuần tra tại khu vực Bắc Hải và chung quanh quần đảo Anh.
Vào ngày 1 tháng 5, 1940, U-20 được rút khỏi nhiệm vụ tác chiến để quay trở lại vai trò huấn luyện. Khi được điều động sang Chi hạm đội U-boat 30 vào ngày 1 tháng 5, 1942, chiếc tàu ngầm được tháo dỡ, vận chuyển dọc theo sông Danube đến cảng Galați của România. Tại đây nó được lắp ráp lại tại Xưởng tàu Galați và gửi đến Hắc Hải. U-20 đi đến cảng Constanța của România, nơi đặt căn cứ cho đến hết quãng đời hoạt động, và thực hiện thêm tám chuyến tuần tra chiến tranh tại khu vực Hắc Hải.
Ngay trong chuyến tuần tra đầu tiên trong môi trường mới, U-20 suýt gặp thảm họa. Vào ngày 26 tháng 6, 1943, tại Hắc Hải ngoài khơi Tuapse, nó tấn công một tàu săn ngầm Liên Xô bằng ngư lôi nhưng bị trượt, và đối phương phản công với tám quả mìn sâu được thả xuống, rồi chiếc tàu ngầm phải lặn trong hơn bốn giờ để né tránh máy bay tuần tra đối phương. Nó quay về căn cứ với nhiều hư hại cơ khí.
Sau khi România chuyển sang gia nhập Khối Đồng Minh, U-20 bị mất căn cứ hoạt động, và không thể quay trở về Đức vì các eo biển Bosphorus và Dardanelles do Thổ Nhĩ Kỳ trung lập kiểm soát. Để tránh bị lọt vào tay lực lượng Liên Xô, nó cùng các tàu ngầm chị em U-19 và U-23 được lệnh tự đánh đắm tàu tại vùng biển Hắc Hải ngoài khơi Thổ Nhĩ Kỳ vào ngày 10 tháng 9, 1944.

### Tóm tắt chiến công
U-20 đã đánh chìm 12 tàu buôn tải trọng 30.058 GRT cùng một tàu chiến 9 tấn; cũng như gây hư hại cho ba tàu buôn 10.292 GRT:
| Ngày              | Tên tàu        | Quốc tịch        | Tải trọng | Số phận            |
| ----------------- | -------------- | ---------------- | --------- | ------------------ |
| 29 tháng 11, 1939 | Ionian         | Anh Quốc         | 3.114     | Bị đánh chìm (mìn) |
| 9 tháng 12, 1939  | Magnus         | Đan Mạch         | 1.339     | Bị đánh chìm       |
| 10 tháng 12, 1939 | Føina          | Na Uy            | 1.674     | Bị đánh chìm       |
| 10 tháng 12, 1939 | Willowpool     | Anh Quốc         | 4.815     | Bị đánh chìm (mìn) |
| 13 tháng 1, 1940  | Sylvia         | Thụy Điển        | 1.524     | Bị đánh chìm       |
| 27 tháng 1, 1940  | England        | Đan Mạch         | 2.319     | Bị đánh chìm       |
| 27 tháng 1, 1940  | Faro           | Na Uy            | 844       | Tổn thất toàn bộ   |
| 27 tháng 1, 1940  | Fredensborg    | Đan Mạch         | 2.094     | Bị đánh chìm       |
| 27 tháng 1, 1940  | Hosanger       | Đan Mạch         | 1.591     | Bị đánh chìm       |
| 29 tháng 2, 1940  | Maria Rosa     | Ý                | 4.211     | Bị đánh chìm       |
| 1 tháng 3, 1940   | Mirella        | Ý                | 5.340     | Bị đánh chìm       |
| 29 tháng 11, 1943 | Peredovik      | Liên Xô          | 1.846     | Bị hư hại          |
| 16 tháng 1 1944   | Vaijan Kutur'e | Liên Xô          | 7.602     | Tổn thất toàn bộ   |
| 7 tháng 4 1944    | Rion           | Liên Xô          | 187       | Bị đánh chìm (mìn) |
| 19 tháng 6 1944   | Pestel         | Liên Xô          | 1.850     | Bị đánh chìm       |
| 24 tháng 6 1944   | DB-26          | Hải quân Liên Xô | 9         | Bị đánh chìm       |

## Tái khám phá
Vào ngày 3 tháng 2, 2008, báo The Telegraph thông tin U-20 được Kỹ sư hàng hải người Thổ Nhĩ Kỳ Selçuk Kolay phát hiện tại độ sâu 80 ft (24 m) ngoài khơi thành phố Zonguldak của Thổ Nhĩ Kỳ. Theo Kolay, ông nắm được tọa độ xác tàu đắm của U-19 và U-23, bị đánh chìm ở độ sâu sâu hơn gần U-20.